# Ernst Senfft von Pilsach
Ernst Karl Wilhelm Adolf baron Senfft von Pilsach (né le 24 mai 1795 au manoir de Reck (de) à Lerche et mort le 13 novembre 1882 à Gramenz) est un haut président de la province de Poméranie.

## Biographie
Il est le fils d'Adam Friedrich Ernst Senfft von Pilsach (1747-1830) de la famille noble Senfft von Pilsach (de) et de sa femme Friederike, née von der Recke (morte en 1814). Son père est administrateur de l'arrondissement d'Hamm (de) de 1788 à 1803.
Pendant les guerres napoléoniennes, Senfft s'engage en novembre 1813 comme chasseur volontaire (de) dans le bataillon de grenadiers de Poméranie de l'armée prussienne et prend en 1814 les batailles de Hoogstraten (de), Saint-Antrine, Courtray et Audenarde. En septembre 1814, il est promu sous-lieutenant et en 1815, il participe à la marche sur Paris. Après la guerre, Senfft autorise à quitter le service militaire le 26 août 1821. Après avoir vendu le domaine de Rottnow en Poméranie-Occidentale en 1828, il acquit le domaine de Gramenz, une ancienne propriété de la famille von Glasenapp.
En 1829, il fait la connaissance du prince héritier Frédéric-Guillaume de Prusse et en 1830 établit des relations avec Hans Hugo von Kleist-Retzow. Lorsque le prince héritier devient roi de Prusse (Frédéric-Guillaume IV) en 1840, il nomme Senfft comme son conseiller. De 1845 à 1848, Senfft est directeur financier secret au ministère de la Maison royale.
En 1848, Senfft est cofondateur de la Kreuzzeitung. Senfft compte parmi les promoteurs et les prédicateurs actifs du mouvement de réveil de l'Elbe orientale, comme le mouvement de Below (de). Après 1848, il devient cofondateur et membre dirigeant du Comité central pour la mission intérieure (de) et fondateur d'une "maison de sauvetage pour garçons". Néanmoins, Senfft augmente sa propriété, parfois sans pitié, probablement sans se rendre compte des difficultés sociales qui en résultent pour les anciens locataires. Après son beau-frère Adolf von Thadden-Trieglaff, il est le représentant le plus influent du renouveau piétiste-protestant en Poméranie. La fille d'Adolf, Marie von Thadden-Trieglaff, réussit d'abord à convaincre Bismarck pour les objectifs du mouvement; son dernier Kulturkampf contre l'Église catholique, cependant, aliène le chancelier des piétistes et conduit à une vive dispute avec Senfft dans les lettres.
De 1852 à 1866, il est président du district de Stettin et en même temps est haut président de la province de Poméranie à Stettin et à partir de 1855, il est député de la Chambre des seigneurs de Prusse. Après sa mort, le domaine de Gramenz, qu'il a largement modernisé, doit être vendu en raison d'un surendettement.

## Famille
Il se marie le 7 mars 1825 avec Ida von Oertzen (morte le 31 mai 1849). Le couple a plusieurs enfants :
- Ida (née le 28 juin 1826 et morte le 24 mai 1891) mariée avec Reinhold von Glasenapp (de) (1814–1887) sur Buchwaldt
- Elisabeth (née le 29 avril 1827)
- Ernest Théodore (né le 30 juillet 1831) marié en 1856 avec Luise Blanka Charlotte Wilhelmine Marie von Massow (née le 6 juin 1836)
- Arnold (né le 16 mars 1834)
- Frédérique (née le 16 août 1838)

Après la mort de sa sérieuse épouse, il épouse Bertha Sophie August Friederike Wilhelmine von Luck (née le 6 octobre 1811 et morte le 5 janvier 1881), la veuve du Generalleutnant Ludwig von Sohr (de).